# Dzierzgówek (województwo łódzkie)
Dzierzgówek – wieś w Polsce położona w województwie łódzkim, w powiecie łowickim, w gminie Nieborów. Dzierzgówek sąsiaduje z 5 wsiami (Polesiem, Dzierzgowem, Parmą, Bobrownikami i Bełchowem).
| SIMC    | Nazwa     | Rodzaj    |
| ------- | --------- | --------- |
| 0733228 | Filipówka | część wsi |

W latach 1975–1998 miejscowość administracyjnie należała do województwa skierniewickiego.